# José David Lloreda
José David Lloreda (Bagadó, Chocó, 12 de agosto de 1994) es un futbolista colombiano que juega como delantero y actualmente milita en el Deportes Quindío de la Categoría Primera B de Colombia.

## Trayectoria
José David Lloreda hizo su debut en Deportivo Cali en 2013, tras formarse en su academia, y tras una primera etapa en el club verdiblanco fue cedido al Cúcuta Deportivo (2014–2015), donde continuó en busca de minutos y experiencia. En 2015 fue cedido también a Rionegro Águilas, regresando luego al Cúcuta en 2016 antes de volver al Deportivo Cali en el segundo semestre de ese año. Con el Cali obtuvo su primer título profesional, la Superliga de Colombia 2014. En julio de 2017 fichó por el Deportes Tolima, donde jugó hasta finales de 2018. En el Tolima obtuvo su segundo título, el Torneo Apertura de 2018.
Tras su paso por el Tolima, en 2019 pasó al Bogotá F. C. de la Primera B, y luego en 2021 se sumó a Jaguares de Córdoba como parte de su séptima incorporación, disputando 29 partidos y anotando tres goles durante su permanencia. En marzo de 2022 fue anunciado como nuevo delantero del Unión Magdalena, luego en diciembre de ese mismo año pasó a La Equidad. También tuvo un breve paso por Real Estelí de Nicaragua en 2025, antes de fichar por su actual club, Deportes Quindío, en la Primera B colombiana.

## Clubes
| Club                | País      | Año         |
| ------------------- | --------- | ----------- |
| Deportivo Cali      | Colombia  | 2013 - 2014 |
| Cúcuta Deportivo    | Colombia  | 2014 - 2015 |
| Rionegro Águilas    | Colombia  | 2015        |
| Cúcuta Deportivo    | Colombia  | 2016        |
| Deportivo Cali      | Colombia  | 2016-2017   |
| Deportes Tolima     | Colombia  | 2017-2018   |
| Bogotá F. C.        | Colombia  | 2019        |
| Jaguares de Córdoba | Colombia  | 2021        |
| Unión Magdalena     | Colombia  | 2022        |
| La Equidad          | Colombia  | 2023-2024   |
| Real Estelí         | Nicaragua | 2025        |
| Deportes Quindío    | Colombia  | 2025-       |

## Palmarés
| Título                | Equipo          | País     | Año  |
| --------------------- | --------------- | -------- | ---- |
| Superliga de Colombia | Deportivo Cali  | Colombia | 2014 |
| Torneo Apertura       | Deportes Tolima | Colombia | 2018 |